# Cortello dos Lobos
El Cortello dos Lobos es un conjunto etnológico creado como trampa para la caza de ejemplares vivos de lobo en la localidad de Lubián, perteneciente al municipio homónimo de la provincia Zamora (Castilla y León, España).
Lubián, al igual que las restantes localidades de la comarca de Sanabria, ha sido un territorio lobero por excelencia. El hombre, en su anhelo por reducir la capacidad depredadora de este cánido ideó a lo largo de la historia diversos tipos de trampas. El cortello es uno de estos ejemplos, como también lo son el chorco, el cerrado lobero o la nevera. Todas estas construcciones se sitúan en la mitad norte de España.
La falta de documentación relacionada con el Cortello dos Lobos, junto con su carácter popular, hace que su origen sea incierto. Se le atribuyen varios siglos de antigüedad, no siendo preciso el dato de si los construyeron los lugareños de Lubián o los pastores trashumantes en su deambular entre Extremadura y la cordillera Cantábrica. En la actualidad se encuentra rehabilitado, aunque sin uso desde mediados del siglo XX.

## Contexto
Las trampas para lobos son una muestra etnográfica del patrimonio del norte de la península ibérica. Existen ejemplos del mismo en los territorios de Cantabria, Castilla y León, Galicia, Navarra y en el norte de Portugal. Dada su presencia en un espacio geográfico tan amplio, su denominaciones son muy variadas, entre ellas las de fosos, loberas, corral, curros, cortellos, cousos, chorcos, pozos y  callejos. Además, su existencia se encuentra ya presente en el Libro de la Montería de Alfonso XI.
En Castilla y León existen varios ejemplos en el norte de las provincias de Burgos, León y Zamora. En esta última provincia se conservan dos en la denominada Alta Sanabria: el “Curro dos Lobos” de Barjacoba y el “Cortello dos Lobos” de Lubián. Ambas pertenecen a lo que en la bibliografía especializada se denomina como “foso de cabrita”.

## Etimología
El vocablo cortello es de origen gallego y significa corral, es decir, un espacio cerrado y descubierto, en las casas o en el campo, que sirve habitualmente para la guarda de animales.
Se denomina cortello, y no corral, porque en Lubián se habla gallego. Su ubicación en un territorio de relieve especialmente montañoso, con difícil acceso a las restantes localidades zamoranas de Sanabria, unido a la fácil accesibilidad a las vecinas localidades de la provincia de Orense, favoreció durante siglos su relación e intercambio con estas últimas localidades gallegas. Sus habitantes utilizan a diario una “fala” considerada galaico-portuguesa, fácilmente constatable en los topónimos y denominaciones existentes en su término municipal.

## Descripción
El Cortello dos Lobos es una construcción propia de la arquitectura popular del noroeste español. Su finalidad es la de servir de trampa específica para la caza de ejemplares vivos de lobos. Se trata de un recinto de forma circular, con un diámetro de en torno a los treinta metros. Su interior, se encuentra delimitado con una pared de piedras ensambladas sin argamasa y de una altura de en torno a los tres metros. La cara interior de la pared está formada por lajas, es decir, por piedras planas que dificultan la huida del lobo del recinto.
Esta construcción se encuentra situada a media montaña, a unos quinientos metros por encima de Lubián. Su construcción se hizo aprovechando la inclinación de la ladera, de forma que la parte exterior del muro situado monte arriba, se encuentra a nivel del terreno. Esta última característica facilita la entrada del lobo en el recinto de un salto. En el interior, más o menos hacia el centro, existe un mogote de piedra que se utilizaba para atar el cebo, generalmente una cabra u oveja.

## Funcionamiento
El cortello se usaba preferentemente durante los meses de invierno, ya que en verano el lobo solía dirigirse hacia territorios situados más al sur, principalmente a los llanos de la Meseta y a Portugal.
El funcionamiento del cortello requiere la existencia de un cebo, generalmente una cabra u oveja. Para ello, las familias de Lubián se turnaban en su mantenimiento. El balido del ovino indefenso y atado a un mogote, era suficiente reclamo como para que el lobo hiciera acto de presencia. Este, tras localizar el borde del cortello situado monte arriba y a ras de suelo, accede de un salto al interior en busca de la presa.
Una vez dentro, el lobo no tarda en ser consciente de que ha sido apresado, por lo que se dedica infructuosamente a buscar una salida. Esta conducta de supervivencia propicia que el cebo no suela ser atacado. En caso contrario, el ayuntamiento de Luibián se encargaba de abonar satisfactoriamente a la familia que lo aportó.
Conocida la captura por cualquiera de los vecinos, y al grito de ¡lobo no cortello! (¡lobo en el corral!) da aviso a los restantes vecinos del pueblo que, a su vez, son convocados a la puerta del cortello con el repique de las campanas de la iglesia. Varios mozos del pueblo son los encargados de entrar en el recinto para reducir al Lobo. Para ello, cuentan con la ayuda de una espadalleira, horquilla agrícola de madera con dos brazos que comúnmente se utiliza para quebrar la corteza o espadar el lino. Una vez apresado, el lobo es inmovilizado con un bozal de hierro y varias anillas.
Los vecinos del pueblo, congregados a la puerta adintelada del cortello, acompañan a captores y lobo en su regreso al pueblo. El lobo era conducido a una cuadra, donde solía morir de angustia por el apresamiento en un plazo aproximado de 24 horas.
Muerto el lobo, era cargado por los mozos del pueblo en un burro para pasearlo por el resto de los pueblos vecinos a modo de trofeo. En estas localidades solían recibir monedas y productos de la tierra como recompensa por el apresamiento. Finalmente, en Lubián se organizaba una fiesta a la que asistía toda la comunidad.

## Normativa
No existen ordenanzas municipales que regulen el funcionamiento del cortello, actuando el pueblo conforme a la tradición existente durante siglos y conforme a la interpretación del Monteiro Mayor, autoridad que ejercía como tal en todo lo relacionado con el cortello.

## Actualidad
Actualmente el Cortello dos Lobos se encuentra restaurado y sin uso. Los habitantes de Lubián organizan en torno a esta singular trampa de lobos el denominado Día do Cortello. El acto consiste en una cena popular, a base de cordero y amenizada con la narración de historias y/o actuaciones de grupos musicales.
Tanto el “Cortello dos Lobos” de Lubián, como el “Curro dos Lobos” de Barjacoba han sido presentados, infructuosamente, en las Cortes de Castilla y León a fin de que la Junta de Castilla y León incoe el expediente oportuno para que sean declarados como bienes de interés cultural con categoría de conjunto etnológico.